# Triesen
Triesen är en ort och kommun i södra Liechtenstein med 5 049 invånare (2016). Huvuddelen av kommunen ligger längs den östliga delen av Rhen.